# FS E.470
Die Baureihe E.470 war eine Elektrolokomotiv-Baureihe der staatlichen italienischen Eisenbahn Ferrovie dello Stato. Sie wurde auf der italienischen Drehstromversuchsstrecke Rom–Sulmona besonders im Schnellzugdienst eingesetzt. Nach dem Ende des Versuchsbetriebes nach 1945 wurden die Lokomotiven verschrottet, und keine Lokomotive der Serie ist erhalten geblieben. 

## Vorgeschichte
Die Betriebserfahrungen mit dem oberitalienischem Drehstromnetz 3,6 kV/16,7 Hz erbrachten im Betrieb bei den FS die Erkenntnis, dass die gewählte Frequenz zum einen nachteilig für den Betrieb war, zum anderen war bei steigendem Energiebedarf die gewählte Spannung als zu niedrig angesetzt worden. Außerdem erwies sich der direkte Antrieb der Fahrmotoren auf die Achsen als negativ für die Überlastung der Fahrmotoren.
Daher entschloss man sich zum probeweisen Bau einer Versuchsstrecke, die mit dem Stromsystem 10 kV/45 Hz Drehstrom elektrifiziert wurde. Dabei hatte man den Vorteil, dass Kraftwerke mit der Industriefrequenz mit verwendet werden konnten. Es sollte eine Teststrecke mit großen Steigungen und geringen Kurvenradien sein. Daher entschloss man sich zur Elektrifizierung der Strecke Rom – Sulmona mit 10 kV und Industriefrequenz. 
Das verlangte andere Lokomotiven wie bei den Drehstromlokomotiven bisher üblich gewesen. Wie bei den Elektrolokomotiven mit Einphasen-Wechselstrom besaßen die Lokomotiven für den Testbetrieb einen Trafo. Außerdem arbeiteten die Fahrmotoren über ein Zahnradgetriebe auf zwei Blindwellen, die mit dem gewohnten Stangenantrieb die Antriebsräder antrieben. Für den Versuchsbetrieb waren 17 Lokomotiven für eine Personenzuglokomotive (FS E.472), vier Güterzuglokomotiven (FS E.570) und vier von der hier beschriebenen Schnellzuglokomotive FS E.470 vorgesehen. Außerdem entstand noch eine Lokomotive mit einem Umformer (FS E.471), die später zu der Lokomotive FAV E 440 der Ferrovia Alta Valtellina umgebaut wurde.

## Geschichte der Lokomotiven
Die Lokomotive der Reihe E.470 entstand als Kopie von der FS E.431 bei TIBB in Vado Ligure. Äußerlich kann man beide Lokomotiven nur nach mehrmaligem Hinsehen unterscheiden. Ursprünglich wurde die E.470 ebenso wie die FS E.431 mit Stangenstromabnehmer gebaut, da war sie von der FS E.431 nur durch das Vorhandensein des Ölkühlers für den Trafo sowie die Blindwellen an dem Antriebsdreieck zu unterscheiden. 
Nach dem Bau wurden die Lokomotiven umgehend auf einem Teilabschnitt der Bahnstrecke Modane–Turin getestet, der damals schon mit Industriefrequenz gespeist werden konnte. Dabei soll die Lokomotive auf Bergstrecken mit 30 ‰ bei 55 bis 58 km/h Züge mit einer Masse von 500 t gefahren haben, bei einer Geschwindigkeit von 85 bis 90 km/h sollen es noch 420 t Masse gewesen sein. Für die vier Geschwindigkeitsstufen von 37 km/h, 50 km/h, 75 km/h und 100 km/h wurden folgende Leistungen und Zugkräfte ermittelt, wobei gesagt werden muss, dass es sich hierbei lediglich um kurzzeitige Leistungen handelte.
| Geschwindigkeit (km/h) | Leistung (kW) | Zugkraft (kN) |
| ---------------------- | ------------- | ------------- |
| 37                     | 740           | 67,2          |
| 50                     | 985           | 67,2          |
| 75                     | 1950          | 86,6          |
| 100                    | 2090          | 71,3          |

Die Anfahrzugkraft wurde mit 115 kN ermittelt.
Die Lokomotive war von 1925 bis 1928 dem Depot Bussoleno zugewiesen. Nach 1928 wurde sie übersiedelt zu dem Depot Rom (San Lorenzo) zum Betrieb auf der Linie Rom–Sulmona. Nach 1935 wurde sie zu dem Depot Sulmona umgesiedelt. Der Betrieb auf der Linie Rom–Sulmona zeigte dieselben Charakteristiken bei den Maschinen wie bei der FS E.431; die für flache Linien gedachten Lokomotiven trafen auf kurvenreichen Strecken mit viel Neigungen auf viel Schwierigkeiten. Es wurde festgestellt, dass die Lokomotiven auf dieser schwierigen Bergstrecke lediglich im Bereich bis 75 km/h arbeiteten.
Insgesamt brachte der Inselbetrieb mit 10 kV/45 Hz Drehstrom keine besonders positiven Ergebnisse; zwar verringerte sich die Zahl der Unterwerke deutlich, dafür traten aber viel mehr Schwierigkeiten bei dem Betrieb der doppelten Fahrleitung auf, so dass die Unterhaltskosten deutlich stiegen. Das war der Grund, warum die Strecke nach den schweren Kriegszerstörungen nach 1945 wieder mit 3 kV Gleichstrom aufgebaut wurde.
Die E.470.001 wurde im Juli 1947 in Turin verschrottet, im Dezember 1947 wurde auch die E.470.002 verschrottet. Die anderen beiden Maschinen verschwanden im selben Jahr.
Zu den negativen Ergebnissen des Testbetriebes zählten noch die altertümliche Ausrüstung der Lokomotiven mit Stangenantrieb. Die Elektrolokomotiven mit Gleichstromantrieb besaßen eine günstigere Steuerung, weniger betriebliche Schwierigkeiten durch die einphasige Oberleitung und von Anfang an Einzelachsantrieb. Das war der Grund, weshalb der Versuchsbetrieb auf der Linie Rom–Sulmona letztendlich nicht erfolgreich blieb.

## Konstruktion

### Mechanischer Teil
Die Lokomotive der Reihe E.470 war mit dem Laufwerk 1’D1’ ausgestattet. Dabei waren die äußersten der vier angetriebenen Achsen  mit der Laufachse an der Spitze mit einem Zara-Gestell verbunden. Insgesamt kann man sagen, dass das Laufwerk und die mechanische Ausrüstung von der FS E.431 abgeleitet war. Da es bei dieser Reihe einige Male zu Schwierigkeiten mit der Überlastung der Antriebsmotoren kam, wurden die der E.470 höher gelegt und arbeiteten über ein Zahnradgetriebe auf eine Blindwelle. Das brachte eine elastischere Verbindung und weniger Anlaufschwierigkeiten der Motoren. Ab der Blindwelle wurde die Kraft über ein Dreieck und die Kuppelstangen auf die Achsen übertragen, genauso wie bei der FS E.431.
Ursprünglich waren die vier Lokomotiven mit Stangenstromabnehmer ausgerüstet worden, die man aber später gegen Scherenstromabnehmer analog der FS E.432 tauschte, vermutlich wegen der höheren Spannung. Dabei wurde auf den beiden Vorbauten eine Rohrkonstruktion zur Stütze der Stromabnehmer aufgestellt, eine abenteuerliche Konstruktion zum Erreichen des größeren Abstandes für das Überbrücken der spannungslosen Abschnitte.

### Elektrischer Teil
Wie die Baureihe FS E.431 bekam auch die E.470 eine elektrische Ausrüstung mit vier Geschwindigkeitsstufen. Innerhalb der vier Geschwindigkeitsstufen wurde der von der Fahrleitung entnommene und durch den Trafo heruntergesetzte Strom mit dem optimalen Leistungsfaktor den Fahrmotoren zum Antrieb übergeben. Die Geschwindigkeitsstufen wurden durch Reihenschaltung bzw. Parallelschaltung zwischen den beiden Motoren und durch unterschiedliche Anzapfungen am Sekundärteil des Trafos erreicht. Zwischen den vier Fahrstufen diente der Flüssigkeitsanlasser, der als sogenannter Beschleuniger zwischen den Dauerfahrstufen diente. Dieses Aggregat arbeitete als Flüssigkeitswiderstand, der eine gleichmäßige Beschleunigung beim Anfahren und beim Wechseln auf eine höhere Geschwindigkeitsstufe ermöglichte. Die Wirkungsweise war analog der der Drehstromlokomotiven für 3,6 kV/16,7 Hz.
Der Haupttransformator war ölgekühlt. Er lieferte 940 V und besaß eine zusätzliche Wicklung für 110 V für das Bordnetz der Lokomotive.